# Omroeptoren van Hilversum
De Omroeptoren of Telecomtoren van Hilversum is een straalverbindingstoren met zendmast aan de Witte Kruislaan 47 in Hilversum, aan de noordzijde van het Media Park. 
De eerste 70 meter hoge stalen omroeptoren aan de Insulindelaan werd in 1958-1959 gebouwd ten behoeve van de televisie-uitzendingen. De toren was de opvolger van de in 1955 gebouwde tijdelijke televisietoren in Bussum. De studio's in Bussum waren toen met coaxiale kabels met de toren in Hilversum verbonden. In 1973 werd de stalen toren vervangen door de huidige betontoren, in opdracht van de PTT. De 142 meter hoge toren werd in 2001 met een stalen vakwerkmast verhoogd tot 196 meter. De verhoging was nodig voor de introductie van digitale televisie.
De constructie van gewapend beton en staal is een ontwerp van de Bussumse architect Jan H. van der Zee en ir. A. Auer, architect bij de Rijksgebouwendienst. Aanvankelijk had Van der Zee een voorkeur voor een kartelachtige vorm, maar de PTT wilde liever een praktische, vierkante toren. Het gerealiseerde ontwerp is bijna vierkant van vorm en de onderlinge verhoudingen van de toren waren afgestemd met de toren van het Hilversumse raadhuis.
De eerste van de zeven ringen bevindt zich op 83 meter hoogte en heeft een doorsnee van ruim 20 meter. De bovenste van 24 verdiepingen is bereikbaar met een lift. De schotels zijn van huurders als KPN en omroepen, de toren wordt beheerd door Alticom, dat een datacenter in de toren heeft gevestigd. Sinds 2017 is Alticom eigendom van het Spaanse Cellnex Telecom. Eigenaar van de antennemast op de toren is NOVEC, dat is voortgekomen uit de Nederlandsche Omroep-Zendermaatschappij. Naast de regionale publieke omroep RTV Noord-Holland en commerciële omroepen wordt ook digitale ethertelevisie en digitale radio uitgezonden. 
In 2013 werd een grote afbeelding van het logo van het tv-programma Man bijt hond onthuld op de mast. Dit programma was gekozen als het meest beeld-bepalende programma van de Nederlandse omroep.
Gerbrandytoren ·
Telecomtoren Waalhaven ·
Televisietoren Goes ·
TenneT-toren ·
Omroeptoren van Hilversum ·
Toren van Spannenburg ·
Televisietoren Mierlo ·
Televisietoren Smilde ·
Toren van Wormer ·
Zendmast Bezuidenhout